# Campeonato Neerlandés de Fútbol 1893-94
El Campeonato Neerlandés de Fútbol 1893/94 fue la sexta edición del campeonato de fútbol de los Países Bajos. Seis equipos de las ciudades de Ámsterdam, La Haya, Haarlem, Róterdam y Wageningen participaron en la competición que más tarde se llamaría Eerste Klasse Occidental. Pero desde el distrito occidental de fútbol de los Países Bajos fue el único en tener un campeonato hasta el momento, podría ser considerado como un campeonato nacional. Esta fue también la razón por la que Go Ahead Wageningen participó, como lo haría más tarde en la división oriental. RAP Ámsterdam ganó el campeonato.

## Nuevos participantes
- Go Ahead Wageningen
- Sparta Rotterdam

## Tabla de posiciones
| Pos. | Equipo              | PJ | PG | PE | PP | GF | GC | Pts | DG  | Notas                                 |
| ---- | ------------------- | -- | -- | -- | -- | -- | -- | --- | --- | ------------------------------------- |
| 1    | RAP                 | 10 | 8  | 0  | 2  | 27 | 8  | 16  | +19 |                                       |
| 2    | Koninklijke HFC     | 10 | 7  | 0  | 3  | 31 | 13 | 14  | +18 |                                       |
| 3    | HVV Den Haag        | 10 | 6  | 1  | 3  | 20 | 20 | 13  | 0   |                                       |
| 4    | Sparta Rotterdam    | 10 | 4  | 1  | 5  | 14 | 24 | 9   | -10 |                                       |
| 5    | Go Ahead Wageningen | 10 | 3  | 0  | 7  | 16 | 22 | 6   | -6  |                                       |
| 6    | Victoria Rotterdam  | 10 | 1  | 0  | 9  | 9  | 30 | 2   | -21 | No participa en la próxima temporada. |

PJ = Partidos jugados; PG = Partidos ganados; PE = Partidos empatados; PP = Partidos perdidos; GF = Goles a favor; GC = Goles en contra; Pts = Puntos; DG = Diferencia de goles
|                        |
| Campeón RAP 2.° título |